# Probaryconus cristatus
Probaryconus cristatus är en stekelart som beskrevs av G. Mineo 2004. Probaryconus cristatus ingår i släktet Probaryconus och familjen Scelionidae. Inga underarter finns listade i Catalogue of Life.